# Bílsko, Olomouc
Bílsko là một làng thuộc huyện Olomouc, vùng Olomoucký, Cộng hòa Séc.